# ルイス・エンリケ・ファリニャス・タフネル
ルイス・エンリケ・ファリニャス・タフネル（ポルトガル語: Luís Henrique Farinhas Taffner、1998年3月17日 - ）は、ブラジルのサッカー選手。ポジションはFW。

## 来歴
ボタフォゴFRで選手となり、17歳の時の2015年7月3日にカンピオナート・ブラジレイロ・セリエBでスターティングメンバーとなり初出場、2得点をあげた。15試合4得点の結果を残したが、翌シーズンのカンピオナート・カリオカでは僅かに2得点。5月22日にカンピオナート・ブラジレイロ・セリエAで初出場、ネイウトンとの交代であった。その後は起用機会に乏しく、2017年1月3日にボタフォゴとの契約を打ち切って、2年契約でアトレチコ・パラナエンセに移籍。
2019年5月16日、フィンランドのHIFK Fotbollに移籍。
2020年1月15日、デンマークのヴェイレBKに移籍するが、2020シーズンは期限付き移籍でHIFK Fotbollに留まることになった。
2022年3月9日、カターレ富山に完全移籍で加入。シーズン末にカターレ富山は契約満了と来季の契約を更新しないことを発表。エンリケは手術のためブラジルに帰国することをコメントした。

## 代表歴
U-17代表として2015 FIFA U-17ワールドカップに参戦、ニュージーランド戦でアディショナルタイムにジェームズ・マクガリーのファールを誘いPKを獲得、このPKが唯一の得点となった。

## 個人成績
| 国内大会個人成績 | 国内大会個人成績 | 国内大会個人成績 | 国内大会個人成績 | 国内大会個人成績 | 国内大会個人成績 | 国内大会個人成績 | 国内大会個人成績 | 国内大会個人成績 | 国内大会個人成績 | 国内大会個人成績 | 国内大会個人成績 |
| 年度             | クラブ           | 背番号           | リーグ           | リーグ戦         | リーグ戦         | リーグ杯         | リーグ杯         | オープン杯       | オープン杯       | 期間通算         | 期間通算         |
| 年度             | クラブ           | 背番号           | リーグ           | 出場             | 得点             | 出場             | 得点             | 出場             | 得点             | 出場             | 得点             |
| 日本             | 日本             | 日本             | 日本             | リーグ戦         | リーグ戦         | リーグ杯         | リーグ杯         | 天皇杯           | 天皇杯           | 期間通算         | 期間通算         |
| ---------------- | ---------------- | ---------------- | ---------------- | ---------------- | ---------------- | ---------------- | ---------------- | ---------------- | ---------------- | ---------------- | ---------------- |
| 2022             | 富山             | 11               | J3               | 3                | 0                | -                | -                |                  |                  |                  |                  |
| 通算             | 日本             | 日本             | J3               | 3                | 0                | -                | -                |                  |                  |                  |                  |
| 総通算           | 総通算           | 総通算           | 総通算           | 3                | 0                | 0                | 0                |                  |                  |                  |                  |

## タイトル
ボタフォゴ
- カンピオナート・ブラジレイロ・セリエB: 2015